# Asamblea de Niue
La Asamblea de Niue es el órgano que representa al poder legislativo en Niue. Se compone de 20 miembros, 6 elegidos de una lista y 14 representantes de las poblaciones. Los miembros son elegidos directamente por sufragio universal, y sirven por un período de tres años. Niue sigue el sistema Westminster de gobierno, con el Premier elegido por la Asamblea y el Consejo de Ministros extraído de él.
La Asamblea proviene del Consejo de la Isla establecido en virtud de la Ley de Ley de las Islas Cook de 1915. Este Consejo se disolvió en 1959 y fue reconstituido en la Asamblea, que fue obteniendo, paulatinamente, un mayor control. La Asamblea asumió la plena toma de poder por mor del Acta de Constitución de Niue de 1974.
La Asamblea tiene su sede en la ciudad de Alofi.

## Presidentes de la Asamblea
La Asamblea es presidida por un presidente elegido por sus miembros de fuera de sus filas. Si un miembro de la Asamblea es elegido presidente, debe renunciar a su escaño para asumir este cargo. El Presidente no vota en las deliberaciones, y por lo tanto, tampoco goza de voto de calidad.
El actual Presidente de la Asamblea es Hima Douglas.

## Elecciones
Las elecciones consisten en la elección de un candidato de cada uno de los 14 pueblos que conforman la isla y de otros seis candidatos más de un censo común. Los electores deben ser ciudadanos de Nueva Zelanda y residentes por al menos tres meses, y los candidatos deben ser electores residentes por un período de doce meses.
Las últimas elecciones fueron el 29 de abril de 2023.
- Elecciones generales de Niue de 1972
- Elecciones generales de Niue de 1993
- Elecciones generales de Niue de 1996

## Procedimiento legislativo
El procedimiento legislativo está definido en la Constitución. Cualquier miembro podrá presentar un proyecto de ley, pero a la Asamblea no podrá tratar sobre proyectos de ley relativos a cuestiones financieras sin el consentimiento del Premier. Los proyectos de ley que afectan a la Ley Penal, al Estatuto Personal o al Servicio Público no puede ser deliberados sin un informe la Corte Suprema, el Comisionado del Servicio Público, o una Comisión de Investigación, respectivamente.
Un proyecto de ley se convierte en ley en cuanto es aprobado por la Asamblea y es certificado por su Presidente.